# Lliga catalana de bàsquet masculina 1980-1981
Fou la 1a edició de la Lliga catalana de bàsquet. Participaren els 6 equips catalans de la Primera divisió espanyola, que jugaren una lliga on els dos primers jugarien la final. La competició es va jugar des del 13 de setembre fins a la final jugada el 26 de novembre en el Palau Municipal d'Esports de Barcelona, entre el Barça i el Cotonificio amb èxit de públic i amb espectadors il·lustres com el propi President de la Generalitat de Catalunya, en Jordi Pujol.

## Lliga Regular[2]
| Pos | Equip        | J  | G | P | P.F. | P.C. | +/-  | Classificació             |
| --- | ------------ | -- | - | - | ---- | ---- | ---- | ------------------------- |
| 1   | Barcelona    | 10 | 8 | 2 | 942  | 796  | +146 | Classificats per la final |
| 2   | Círcol       | 10 | 7 | 3 | 840  | 818  | +22  | Classificats per la final |
| 3   | Joventut     | 10 | 5 | 5 | 863  | 863  | 0    |                           |
| 4   | Granollers   | 10 | 4 | 6 | 863  | 882  | -19  |                           |
| 5   | Manresa      | 10 | 4 | 6 | 869  | 868  | +1   |                           |
| 6   | L'Hospitalet | 10 | 2 | 8 | 788  | 938  | -150 |                           |

## Resultats
| Local \ Visitant           | BAR    | CIR   | JOV    | GRA   | MAN    | HOS    |
| FC Barcelona               |        | 90–62 | 99-75  | 96–90 | 104-80 | 106–66 |
| Círcol Catòlic de Badalona | 78–95  |       | 92–84  | 80–79 | 85–83  | 96-66  |
| Club Joventut de Badalona  | 87–77  | 81–79 |        | 92–76 | 98–103 | 85–71  |
| CB Granollers              | 84–105 | 81–87 | 88–81  |       | 92–83  | 104–89 |
| Manresa EB                 | 89–77  | 75–91 | 97–78  | 79–87 |        | 104–77 |
| CB L'Hospitalet            | 85–93  | 84–90 | 81–102 | 90-82 | 79–76  |        |

## Final
| 26 novembre 1980 20:30 | FC Barcelona                        | 90–73 | Círcol Catòlic de Badalona     | Palau Municipal d'Esports, Barcelona Assistència: 8.000 espectadors Àrbitres: Bagué, Marcé |
| 26 novembre 1980 20:30 | Resultat per meitats: 45–38, 45–35  |       |                                | Palau Municipal d'Esports, Barcelona Assistència: 8.000 espectadors Àrbitres: Bagué, Marcé |
| 26 novembre 1980 20:30 | Pts: Sibilio 26 Rebs: De la Cruz, 9 |       | Pts: Costa 17 Rebs: Jiménez 10 | Palau Municipal d'Esports, Barcelona Assistència: 8.000 espectadors Àrbitres: Bagué, Marcé |

| Barcelona |  | Círcol |

| B            | 7         | Ignacio Solozábal       | 2  |
| A            | 9         | Pedro Ansa              | 12 |
| A            | 5         | Juan Ramon Fernández    | 2  |
| AP           | 6         | Cándido Sibilio         | 26 |
| P            | -         | Jeffrey Ruland          | 4  |
| Suplents:    | Suplents: | Suplents:               | P  |
| E            | 8         | Manuel Flores           | 2  |
| B            | 10        | Joan Creus              | 4  |
| P            | 11        | Juan Domingo de la Cruz | 14 |
| A            | 15        | Epi                     | 24 |
| Entrenador:  |           |                         |    |
| Antoni Serra |           |                         |    |

| Campió de la Lliga Catalana 1980 |
| -------------------------------- |
| FC Barcelona Primer títol        |

| B                   | -         | Joaquim Costa        | 17 |
| E                   | -         | Agustí Cuesta        | 7  |
| A                   | -         | Joan Pera            | 8  |
| AP                  | -         | Jack Schrader        | 14 |
| P                   | -         | Miguel Ángel Estrada | 4  |
| Suplents:           | Suplents: | Suplents:            | P  |
| AP                  | 4         | Andrés Jiménez       | 13 |
| A                   | -         | César Galcerán       | 2  |
| B                   | -         | Antonio Tramullas    | 0  |
| A                   | -         | Jordi Freixanet      | 6  |
| Entrenador:         |           |                      |    |
| Aíto García Reneses |           |                      |    |